# بوب لونغ (لاعب كرة قدم أمريكية أمريكي)
كان روبرت أندرو لونغ (16 يونيو 1941 - 16 مارس 2025) لاعب كرة قدم أمريكية محترفًا، وكان مستقبلًا واسعًا في دوري كرة القدم الأمريكية (NFL) في الستينيات والسبعينيات. فاز ببطولتي سوبر بول مع فريق غرين باي باكرز. التحق لونغ بمدرسة واشنطن تاونشيب الثانوية في ضواحي بيتسبرغ (بالقرب من أبولو)، ولعب كرة القدم الأمريكية الجامعية مع فريق ويتشيتا ستيت شوكرز.
أمضى لونغ سبع سنوات من مسيرته الاحترافية مع فرق باكرز، وأتلانتا فالكونز، وواشنطن ريدسكينز، ولوس أنجلوس رامز. كان لاعبًا مساهمًا في فريقي فينس لومباردي في دوري كرة القدم الأمريكية، فريق باكرز الذي فاز بسوبر بول الأول وسوبر بول الثاني، ثم فريق ريدسكينز خلال عام لومباردي في واشنطن. أضيفه اسمه إلى قاعة مشاهير ولاية كانساس عام 1965 وقاعة مشاهير ولاية ويتشيتا عام 1981. في عام 2008 أضيف إلى الفرع الغربي لقاعة مشاهير الرياضة في بنسلفانيا.

## وصلات خارجية
- بوب لونغ على موقع كلية كرة السلة في سبورتس رفرنس.كوم (الإنجليزية)
- بوب لونغ على موقع مرجع كرة القدم المحترفة.كوم (الإنجليزية)